# Emilio Mori
Emilio Mori (Monsummano Terme, 20 giugno 1908 – L'Aquila, 5 giugno 1998) è stato un ostacolista e multiplista italiano.

## Biografia
Nato nel 1908 a Monsummano Terme, in provincia di Pistoia, a 28 anni partecipò ai Giochi olimpici di Berlino 1936 nei 400 m ostacoli, venendo eliminato in batteria, 6º con il tempo di 55"6.
Nel 1933 fu medaglia di bronzo nei 400 m ostacoli ai Giochi universitari internazionali di Torino, predecessori dell'Universiade, in 56"0. 
Nel 1933 e 1937 fu campione italiano nei 400 m ostacoli, con i tempi di 55"4/5 e 55"0. In carriera si dedicò anche alle prove multiple, vincendo il titolo italiano nel decathlon nel 1936, con 5697 punti.

## Palmarès
| Anno | Manifestazione  | Sede    | Evento         | Risultato | Prestazione | Note |
| ---- | --------------- | ------- | -------------- | --------- | ----------- | ---- |
| 1936 | Giochi olimpici | Berlino | 400 m ostacoli | Batteria  | 55"6        |      |

## Campionati nazionali
- 2 volte campione nazionale nei 400 m ostacoli (1933, 1937)
- 1 volta campione nazionale nel decathlon (1936)

1933
- Oro ai campionati italiani assoluti, 400 m hs - 55"4/5
- Argento ai campionati italiani assoluti, staffetta 4x400 m - 3'27"1/5

1934
- Argento ai campionati italiani assoluti, 400 m hs - 54"8

1936
- Oro ai campionati italiani assoluti, decathlon - 5697 punti

1937
- Oro ai campionati italiani assoluti, 400 m hs - 55"0